# 핸스 애돌프 크레브스

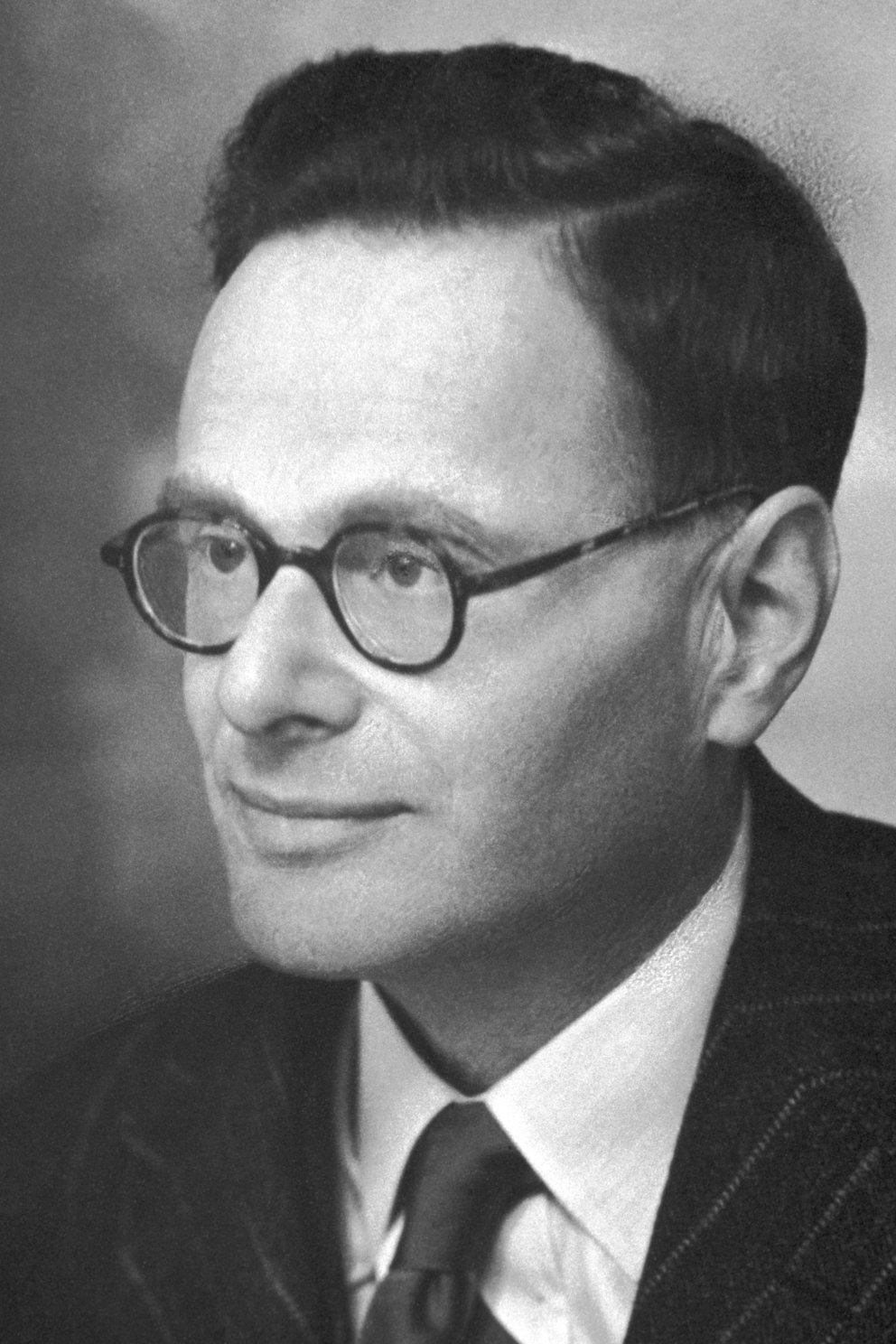
핸스 애돌프 크레브스

핸스 애돌프 크레브스 경(Sir Hans Adolf Krebs, FRS, 1900년 8월 25일 ~ 1981년 11월 22일)은 독일에서 태어난 영국의 생화학자이다.

## 생애
독일의 힐데스하임에서 태어나 괴팅겐 대학교와 프라이부르크 대학교에서 의학을 공부하고, 뒤에 베를린 훔볼트 대학교에서 화학을 공부했다.
바르부르크의 조수로 호흡 산소를 연구, 1933년 홉킨스의 초대로 케임브리지 대학교로 갔다.
핸스 애돌프 크레브스는 포유류의 요소 생성, 새의 요산 생성을 연구하여 아르기닌, 오르니틴, 시트르산 회로를 해명했다. 호흡에 의한 에너지 전환을 연구하여 피루브산과 옥살로 아세트산이 응축하여 시트르산을 만든다는 것을 밝혀내고 센트죄르지 얼베르트가 내놓은 C4 디카르본산 설을 발전시켜 트리카르본산 회로에 대한 기초를 만들었다.
시트르산 회로에 대한 연구로 1953년 노벨 생리학·의학상을 받았다.

## 서훈
- 1958년 기사작위(Knight Bachelor) 서임[1]

## 같이 보기
- TCA 회로

## 참고 문헌